# Balebreviceps hillmani
Balebreviceps hillmani là một loài ếch trong họ Nhái bầu. Chúng là đại diện duy nhất của chi Balebreviceps và 100% bị đe dọa hoặc tuyệt chủng. Đây là loài đặc hữu của Ethiopia.
Các môi trường sống tự nhiên của chúng là các khu rừng vùng núi ẩm nhiệt đới hoặc cận nhiệt đới và vùng cây bụi nhiệt đới hoặc cận nhiệt đới vùng đất cao. Loài này đang bị đe dọa do mất môi trường sống.